# アルパン
アルパン(arpent)は、メートル法導入以前のフランスで用いられていた長さおよび面積の単位である。現在のフランスでは用いられていないが、かつてのフランス植民地（ヌーベルフランス）で、その影響が残っているカナダのケベック州やアメリカの一部（フレンチ・ルイジアナ）では現在でも用いられている。
古代ローマの単位「アクタス(actus)」に由来するもので、ヤード・ポンド法の面積の単位エーカー(acre)に対応する。

## 長さの単位
アルパンの長さは地域によって異なる。最も一般的なのは北アメリカで用いられる180フランスフィート（1フランスフィートは約32センチメートル）と、フランスで用いられていた220フランスフィートである。北アメリカの1アルパンは192イギリスフィート、約58.47メートル、フランスの1アルパンは約71.46メートルとなる。

## 面積の単位
面積の単位としてのアルパンは、元々は1辺1アルパンの正方形の面積として定義されたものである。北アメリカでは1アルパン = 32400平方フランスフィート = 約3418.7平方メートルであり、フランスでは1アルパン = 48400平方フランスフィート = 約5106.5平方メートルとなる。